# Stena Edda
Lo Stena Edda è un traghetto appartenente alla compagnia di navigazione svedese Stena Line.

## Servizio
Varato il 15 aprile 2019 nel cantiere navale cinese AVIC Weihai Shipyard di Weihai e consegnato il 16 gennaio 2020 alla Stena Line, parte per l'Europa il 22 gennaio successivo.
Giunto in Irlanda, il 26 febbraio svolge le prove di ormeggio nsl porto di Belfast, prende servizio sulla Birkenhead-Belfast a partire dal 9 marzo successivo in sostituzione dello Stena Lagan.
Dal 15 febbraio 2021 prende servizio tra Belfast e Cairnryan e successivamente fa ritorno nel collegamento tra Birkenhead e Belfast.

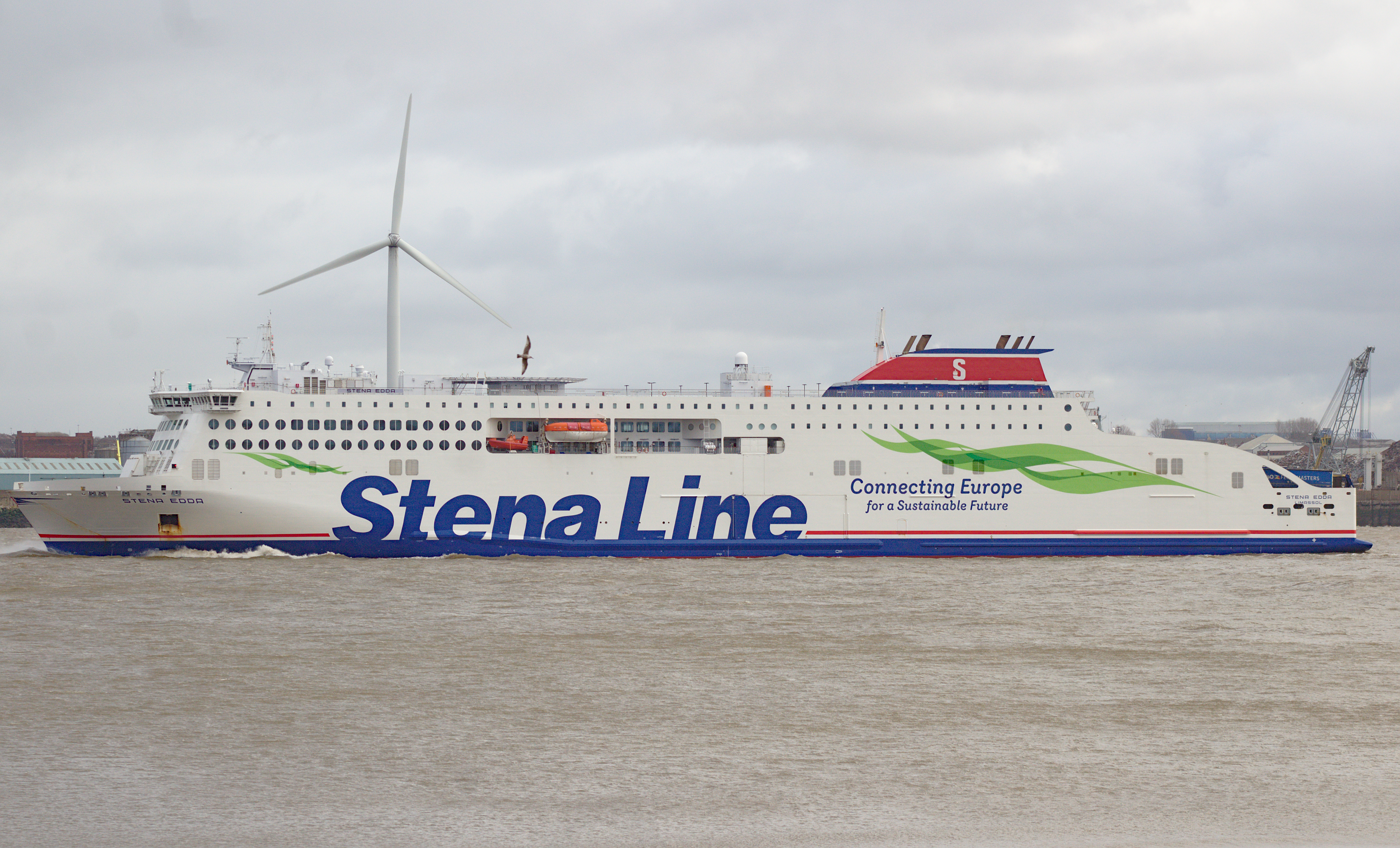
Lo Stena Edda in navigazione verso Liverpool nel 2021.

## Navi gemelle
- Stena Estrid
- Guillaume de Normandie
- Galicia
- Stena Embla
- Côte d'Opale
- Salamanca
- Stena Estelle
- Stena Ebba
- Santoña
- Ala'Suinu
- Saint-Malo
- Capu Rossu